# Lana (Wallis)
Lana is een klein dorp in de gemeente Evolène, in het Zwitserse kanton Wallis. Het dorp ligt vlakbij het dorp Evolène. In het dorp staat een kleine oude kerk en er gaat een kleine stoeltjeslift van Lana naar Meina. Van daaruit kun je omhoog klimmen naar de top van de Col de la Meina. Deze top biedt uitzicht op het Lac des Dix met de hoogste stuwmuur van Europa: de Grande Dixencedam.